# Josef Franz Knoll
Josef Franz Knoll (* 1713 in Passau, Heiliges Römisches Reich; † 23. Oktober 1776 in Lugosch, Österreich-Ungarn) war Verwaltungsbeamter der Kron- und Kammerdomäne Temescher Banat.

## Leben und Wirken
Als k.k. Verwaltungsbeamter wirkte Josef Franz Knoll ab 1742 im Banat, wo er vom Amtsschreiber (1750–1752) zum Unterverwalter (1752) und schließlich zum Distrikt-Verwalter aufstieg. Von 1752 bis 1756 leitete er den Distrikt Pantschowa, zwischen 1756 und 1759 den Distrikt Tschanad. Ab 1764 war Knoll im Kolonisationswerk tätig, wo er für die Erweiterung und Neugründung zahlreicher Ortschaften zuständig war.
Unter der Oberaufsicht von Josef Franz Knoll wurden folgende Ortschaften im Banat erweitert:
- 1763–1765: Deutschsanktpeter, Bruckenau, Jahrmarkt, Freidorf, Rekasch, Mercydorf,
- 1766: Saderlach, Sanktandreas, Neubeschenowa, Neupetsch

Im Jahr 1765 war Knoll für die Neugründung der Mustergemeinde Billed mit 252 Häusern zuständig. Billed war das erste neugegründete Dorf der Theresianischen Kolonisation. Die Ortschaft wurde als Muster für alle nachfolgenden Neugründungen im Banat nach den Plänen der Wiener Hofkammer angelegt. Knoll, als Leiter des Temescher Distrikts mit Sitz in Sanktandreas (1759–1768), hatte die Oberaufsicht der Bebauung des Prädiums Billed.
Von 1771 bis 1776 leitete Knoll den Distrikt Lugosch. 1768 wurde er wegen Korruption angeklagt und seines Amtes enthoben.